# NK Bela krajina
NK Bela krajina ist ein slowenischer Verein aus Črnomelj in Südslowenien. Der Verein spielt derzeit in der zweiten slowenischen Liga, der Druga Slovenska Nogometna Liga. Die Vereinsfarben sind Blau und Weiß.

## Geschichte
Der Verein wurde 1926 gegründet und spielte nach dem Zweiten Weltkrieg zu jugoslawischen Zeiten in der SLN, damals eine regionale Unterliga des jugoslawischen Fußballsystems. 
In der Spielzeit 2003/04 belegte Bela krajina den zweiten Platz in der 2. SNL und scheiterte in der Relegation zur höchsten slowenischen Spielklasse zunächst mit 0:0 und 1:1 an NK Drava Ptuj. Die Mannschaft stieg aufgrund des Rückzugs dreier Mannschaften dennoch auf. In der Premierensaison belegte Bela krajina in der Zwölferliga den zehnten Rang. In der Spielzeit 2005/06 wurde das Team in der nun mit zehn Mannschaften ausgetragenen Liga Vorletzter und musste in die Relegation. Dort behielt die Elf gegen ND Dravinja mit 2:2 und 0:0 aufgrund der Auswärtstorregel die Oberhand. 
In der Saison 2006/07 konnte Bela krajina den Abstieg als Tabellenletzter nicht mehr vermeiden.